# Annie et Pony
Annie et Pony (It's Pony) est une série télévisée d'animation britannique pour la jeunesse créée par Ant Blades et diffusée entre le 18 janvier 2020 et le 26 mai 2022 sur Nickelodeon.
En Belgique, la série est diffusée à partir du 14 septembre 2020 sur Nickelodeon Wallonie. En France, elle est diffusée à partir du 12 octobre 2020 sur Nickelodeon France et depuis le 8 février 2021 dans l'émission de jeunesse Okoo sur France 3.

## Synopsis
Annie est une petite fille de neuf ans qui vit en ville avec des parents fermiers qui cultivent sur leur balcon. Cependant, sa vie est tout sauf ordinaire grâce à Pony, un poney plutôt excentrique, qui va l'embarquer dans des aventures improbable.

### Fiche technique
Sauf indication contraire, les informations mentionnées dans cette section peuvent être confirmées par les bases de données cinématographiques IMDb et Allociné,  présentes dans la section « Liens externes ».
- Titre original : It's Pony
- Titre français : Annie et Pony
- Création : Ant Blades[1]
- Réalisation : Francesca Adams, Catherine Salkeld, Charlie Higson, Denzel De Meerleer, Dan Hamman, Mohamed Skifati,
- Scénario : Ant Blades, Magda Liolis, Bob Mittenthal
- Musique : Mike Rubino
  - Thème d'ouverture : It's Pony ! par Jon Wygens
- Production : Adam Shaw, Denise Green
- Sociétés de production : Blue Zoo Animation Studio (en), Nickelodeon Productions
- Sociétés de distribution : ViacomCBS Domestic Media Networks
- Pays d'origine :  Royaume-Uni[4]
- Langue originale : Anglais
- Format : couleur - HDTV (1080i) - 16/9 - Dolby Digital
- Genre : comédie
- Nombre de saisons : 2
- Nombre d'épisodes : 40
- Durée : 22 minutes (2x11 min.)
- Dates de première diffusion :
  - États-Unis : 18 janvier 2020
  - Belgique : 14 septembre 2020
  - France : 12 octobre 2020

## Distribution

### Voix originales
- Jessica DiCicco : Annie
- Josh Zuckerman : Pony
- Abraham Benrubi : Papa
- India de Beaufort : Maman
- Kal Penn : Fred
- Bobby Moynihan : Brian
- Rosario Dawson : Mme Ramiro
- Mark Feuerstein : M. Pancks
- Megan Hilty : Beatrice
- Taylor Polidore : Clara
- Josh Keaton : Heston
- Noshir Dalal : Gerry / Gerry's Dad
- Angeli Bhimani : Allegra / Police's Helicopter

Source : The Futon Critic

### Voix françaises[réf.nécessaire]
- Jennifer Fauveau : Annie
- Hervé Grull : Pony
- Anouck Hautbois : Béatrice
- Sara Chambin : Henrietta
- José Luccioni
- Benjamin Bollen
- Jessica Barrier
- Antoine Nouel
- Marc Bretonnière
- Philippe Bozo
- Valérie Nosrée
- Jonathan Gimbord
- Cécile Vigne
- Alexia Lunel
- Thomas Sagols
- Daniel Lafourcade

## Production

### Développement
La série est issue d'un court métrage intitulé Pony, créé dans le cadre du programme annuel de courts métrages d'animation de Nickelodeon.
Le 6 mars 2018, il est annoncé que Nickelodeon a démarré la série, avec une commande de vingt épisodes lors de la présentation initiale de la chaîne en mars 2018,,.
Le 9 décembre 2019, il est annoncé que la série serait diffusée en première le 18 janvier 2020, avec un teaser mis en ligne le 26 décembre 2019,.
Le 9 juillet 2020, la série est renouvelée pour une deuxième saison de vingt épisodes, dont la première est prévue au début de 2021,.

## Épisodes

### Première saison (2020)
| №  | #   | Titre original,  | Dates de première diffusion |
| №  | #   | Titre original,  | États-Unis,                 |
| -- | --- | ---------------- | --------------------------- |
| 1  | 1A  | Nosy Pony        | 18 janvier 2020             |
| 1  | 1B  | Beatrice         | 18 janvier 2020             |
| 2  | 2   | Unicorn          | 25 janvier 2020             |
| 3  | 3   | Plants !         | 25 janvier 2020             |
| 4  | 4   | Heston's Coat    | 1er février 2020            |
| 5  | 5   | Game Horse       | 1er février 2020            |
| 6  | 6A  | Horace           | 8 février 2020              |
| 6  | 6B  | The Boot         | 8 février 2020              |
| 7  | 7A  | Distractions     | 15 février 2020             |
| 7  | 7B  | The Giving Chair | 15 février 2020             |
| 8  | 8A  | Haircut          | 22 février 2020             |
| 8  | 8B  | Gerry's Birthday | 22 février 2020             |
| 9  | 9A  | Pet Pony         | 29 février 2020             |
| 9  | 9B  | Dog Day          | 29 février 2020             |
| 10 | 10A | Useful           | 7 mars 2020                 |
| 10 | 10B | Stompy !         | 7 mars 2020                 |
| 11 | 11A | Delivery Pony    | 14 mars 2020                |
| 11 | 11B | Magic Annie      | 14 mars 2020                |
| 12 | 12  | Bad Chicken      | 1er juin 2020               |
| 13 | 13  | Gerry's Tour     | 2 juin 2020                 |
| 14 | 14  | 10 Minute Ticket | 3 juin 2020                 |
| 15 | 15  | Clara Time       | 4 juin 2020                 |
| 16 | 16  | Loud Horse       | 24 août 2020                |
| 17 | 17  | Sick Annie       | 25 août 2020                |
| 18 | 18  | School Dance     | 26 août 2020                |
| 19 | 19  | Dad's Speech     | 27 août 2020                |

## Accueil

### Audiences
| Saison | Début de saison   | Début de saison | Début de saison | Fin de saison     | Fin de saison   | Fin de saison |
| Saison | Date de diffusion | Téléspectateurs | Ref.            | Date de diffusion | Téléspectateurs | Ref.          |
| ------ | ----------------- | --------------- | --------------- | ----------------- | --------------- | ------------- |
| 1      | 18 janvier 2020   | 960 000         | [ 14 ]          | NC                | NC              | NC            |